# Tour de France 1947
34. Tour de France rozpoczął się 25 czerwca, a zakończył 20 lipca 1947 roku w Paryżu. Była to pierwsza edycja Wielkiej Pętli po zakończeniu II wojny światowej. Po raz pierwszy w historii w wyścigu tym wystartował Polak - Edward Klabiński.
Zwyciężył Francuz Jean Robic, który nie przejechał w tym wyścigu ani jednego etapu w żółtej koszulce lidera, a sukces końcowy zawdzięcza ucieczce na ostatnim etapie razem z Édouardem Fachleitnerem. Przed tym etapem Robic klasyfikowany był na trzecim, a Fachleitner na piątym miejscu. Przed ostatnim etapem prowadził reprezentant Włoch, Pierre Brambilla, do którego Robic tracił blisko 3 minuty, a Fachleitner niecałe 7. Na ostatnim odcinku pierwszy uciekł Robic, jednak wkrótce kontratakował Fachleitner, który chciał zostawić Robica i spróbować wygrać Tour. Robic powiedział wtedy do Fachleitnera: „Nie wygrasz Touru, bo nie pozwolę ci na ucieczkę. Pomóż mi a zapłacę ci 100,000 franków”. Fachleitner się zgodził i Francuzi wypracowali 13 minut przewagi nad Brambillą. Dzięki temu Robic wygrał TdF, Fachleitner przesunął się na drugą pozycję w klasyfikacji generalnej, a Brambilla spadł na trzecie miejsce.
W klasyfikacji górskiej najlepszy był Pierre Brambilla, a w klasyfikacji drużynowej zwyciężyli Włosi. 
Na 14. etapie do Luchon Francuz Albert Bourlon uciekł bezpośrednio po starcie i przez 253 km aż do mety etapu znajdował się przed peletonem. To najdłuższa ucieczka w Tour de France, po drugiej wojnie światowej.

## Drużyny
- Belgia
- Holandia/Cudzoziemcy[1]
- Włochy
- Szwajcaria-Luksemburg
- Francja
- Île-de-France
- Ouest
- Nord-Est
- Centre-Sud-Ouest
- Sud-Est

## Etapy
| Etap | Data       | Trasa                          | Dystans    | Zwycięzca           | Lider wyścigu    |
| ---- | ---------- | ------------------------------ | ---------- | ------------------- | ---------------- |
| 1    | 25 czerwca | Paryż – Lille                  | 236 km     | Ferdi Kübler        | Ferdi Kübler     |
| 2    | 26 czerwca | Lille – Bruksela               | 182 km     | René Vietto         | René Vietto      |
| 3    | 27 czerwca | Bruksela – Luksemburg          | 314 km     | Aldo Ronconi        | René Vietto      |
| 4    | 28 czerwca | Luksemburg – Strasburg         | 223 km     | Jean Robic          | René Vietto      |
| 5    | 29 czerwca | Strasburg – Besançon           | 248 km     | Ferdi Kübler        | René Vietto      |
| 6    | 30 czerwca | Besançon – Lyon                | 249 km     | Lucien Teisseire    | René Vietto      |
| 7    | 2 lipca    | Lyon – Grenoble                | 172 km     | Jean Robic          | Aldo Ronconi     |
| 8    | 3 lipca    | Grenoble – Briançon            | 185 km     | Fermo Camellini     | Aldo Ronconi     |
| 9    | 5 lipca    | Briançon – Digne-les-Bains     | 217 km     | René Vietto         | René Vietto      |
| 10   | 6 lipca    | Digne-les-Bains – Nicea        | 255 km     | Fermo Camellini     | René Vietto      |
| 11   | 7 lipca    | Nicea – Marsylia               | 230 km     | Édouard Fachleitner | René Vietto      |
| 12   | 8 lipca    | Marsylia – Montpellier         | 165 km     | Henri Massal        | René Vietto      |
| 13   | 10 lipca   | Montpellier – Carcassonne      | 172 km     | Lucien Teisseire    | René Vietto      |
| 14   | 11 lipca   | Carcassonne – Luchon           | 253 km     | Albert Bourlon      | René Vietto      |
| 15   | 13 lipca   | Luchon – Pau                   | 195 km     | Jean Robic          | René Vietto      |
| 16   | 14 lipca   | Pau – Bordeaux                 | 195 km     | Giuseppe Tacca      | René Vietto      |
| 17   | 15 lipca   | Bordeaux – Les Sables-d’Olonne | 272 km     | Éloi Tassin         | René Vietto      |
| 18   | 16 lipca   | Les Sables-d’Olonne – Vannes   | 236 km     | Pietro Tarchini     | René Vietto      |
| 19   | 17 lipca   | Vannes – Saint-Brieuc          | ITT 139 km | Raymond Impanis     | Pierre Brambilla |
| 20   | 18 lipca   | Saint-Brieuc – Caen            | 235 km     | Maurice Diot        | Pierre Brambilla |
| 21   | 20 lipca   | Caen – Paryż                   | 257 km     | Briek Schotte       | Jean Robic       |

## Liderzy klasyfikacji po etapach
| Etap                 | Zwycięzca            | Klasyfikacja generalna | Klasyfikacja górska | Klasyfikacja drużynowa |
| -------------------- | -------------------- | ---------------------- | ------------------- | ---------------------- |
| 1                    | Ferdi Kübler         | Ferdi Kübler           | brak                | Ouest                  |
| 2                    | René Vietto          | René Vietto            | brak                | Belgia                 |
| 3                    | Aldo Ronconi         | René Vietto            | brak                | Włochy                 |
| 4                    | Jean Robic           | René Vietto            | brak                | Włochy                 |
| 5                    | Ferdi Kübler         | René Vietto            | brak                | Włochy                 |
| 6                    | Lucien Teisseire     | René Vietto            | brak                | Włochy                 |
| 7                    | Jean Robic           | Aldo Ronconi           | Jean Robic          | Włochy                 |
| 8                    | Fermo Camellini      | Aldo Ronconi           | Fermo Camellini     | Włochy                 |
| 9                    | René Vietto          | René Vietto            | ?                   | Włochy                 |
| 10                   | Fermo Camellini      | René Vietto            | ?                   | Włochy                 |
| 11                   | Édouard Fachleitner  | René Vietto            | ?                   | Włochy                 |
| 12                   | Henri Massal         | René Vietto            | ?                   | Włochy                 |
| 13                   | Lucien Teisseire     | René Vietto            | ?                   | Francja                |
| 14                   | Albert Bourlon       | René Vietto            | ?                   | Francja                |
| 15                   | Jean Robic           | René Vietto            | Pierre Brambilla    | Francja                |
| 16                   | Giuseppe Tacca       | René Vietto            | Pierre Brambilla    | Włochy                 |
| 17                   | Éloi Tassin          | René Vietto            | Pierre Brambilla    | Włochy                 |
| 18                   | Pietro Tarchini      | René Vietto            | Pierre Brambilla    | Włochy                 |
| 19                   | Raymond Impanis      | Pierre Brambilla       | Pierre Brambilla    | Włochy                 |
| 20                   | Maurice Diot         | Pierre Brambilla       | Pierre Brambilla    | Włochy                 |
| 21                   | Briek Schotte        | Jean Robic             | Pierre Brambilla    | Włochy                 |
| Klasyfikacja końcowa | Klasyfikacja końcowa | Jean Robic             | Pierre Brambilla    | Włochy                 |

## Klasyfikacje
|     | Zawodnik            | Zespół               | Czas         |
| --- | ------------------- | -------------------- | ------------ |
| 1.  | Jean Robic          | Ouest                | 148h 11' 25" |
| 2.  | Édouard Fachleitner | Francja              | +3' 58"      |
| 3.  | Pierre Brambilla    | Włochy               | +10' 07"     |
| 4.  | Aldo Ronconi        | Włochy               | +11' 00"     |
| 5.  | René Vietto         | Francja              | +38' 05"     |
| 6.  | Raymond Impanis     | Belgia               | +18' 14"     |
| 7.  | Fermo Camellini     | Holandia/Cudzoziemcy | +24' 08"     |
| 8.  | Giordano Cottur     | Włochy               | +1h 06' 03"  |
| 9.  | Jean-Marie Goasmat  | Ouest                | +1h 16' 03"  |
| 10. | Apo Lazaridès       | Sud-Est              | +1h 18' 44"  |

|    | Zawodnik         | Zespół               | Punkty |
| -- | ---------------- | -------------------- | ------ |
| 1. | Pierre Brambilla | Włochy               | 98     |
| 2. | Apo Lazaridès    | Sud-Est              | 89     |
| 3. | Jean Robic       | Ouest                | 70     |
| 4. | Fermo Camellini  | Holandia/Cudzoziemcy | 63     |
| 4. | Aldo Ronconi     | Włochy               | 63     |

### Drużynowa
| Poz. | Kraj    | Czas         |
| ---- | ------- | ------------ |
| 1.   | Włochy  | 446h 01' 25" |
| 2.   | Francja | +23' 57"     |
| 3.   | Ouest   | +1h 33' 48"  |
| 4.   | Belgia  | +4h 04' 17"  |
| 5.   | Sud-Est | +5h 10' 44"  |